# Markus Wolf

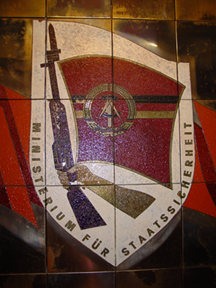
Emblema de la Stasi cuya sección exterior o HVA fue dirigida por Markus Wolf durante 30 años. Mural en Leipzig.

Markus Johannes Wolf, llamado Mischa Wolf (Hechingen, 19 de enero de 1923-Berlín, 9 de noviembre de 2006), conocido como el espía Romeo o el espía sin rostro, fue un alto funcionario de la República Democrática Alemana (RDA) y jefe de los servicios secretos de la RDA (Stasi) en el extranjero entre 1953 y 1986.
Poco antes de la reunificación alemana huyó del país. Tras serle denegado el asilo político fue detenido y condenado el 6 de diciembre de 1993 por el tribunal regional superior de Renania del Norte-Westfalia en Düsseldorf por "alta traición" y "soborno", pero nunca llegó a ingresar en prisión y la sentencia le fue revocada menos de 5 años después.

## Biografía

### Orígenes
Hijo del médico y escritor de origen judío, y miembro del Partido Comunista de Alemania, Friedrich Wolf, y hermano del cineasta Konrad Wolf, tuvo que exiliarse con su familia desde el año 1933, primero en Suiza y Francia, y a partir de 1934 en la URSS.
Entre 1940 y 1942 estudió en la Escuela de Aeronáutica de Moscú, siendo evacuado hacia Kuschnarenkowo en los Urales. En 1943 era redactor del rotativo comunista Deutscher Volkssender.
En 1945, formó parte del Gruppe Ulbricht junto con los primeros alemanes en regresar del exilio. Participó bajo el pseudónimo de Michael Storm como comentarista en la emisora de radio Berliner Rundfunk, con la que fue acreditado para informar de los Juicios de Núremberg en 1946.
Desde la fundación de la RDA en 1949 hasta 1951, Wolf trabajó para los servicios diplomáticos en Moscú.

### Jefe de los servicios secretos
En 1953, a la edad de 30 años, fue uno de los encargados de constituir la Hauptverwaltung Aufklärung (HVA) o servicio de inteligencia en el extranjero, convirtiéndose en el número dos de la Stasi.
Mischa Wolf fue conocido durante décadas como el espía sin rostro de la Guerra Fría, ya que Occidente no dispuso de una fotografía suya hasta bien entrada la década de 1980.

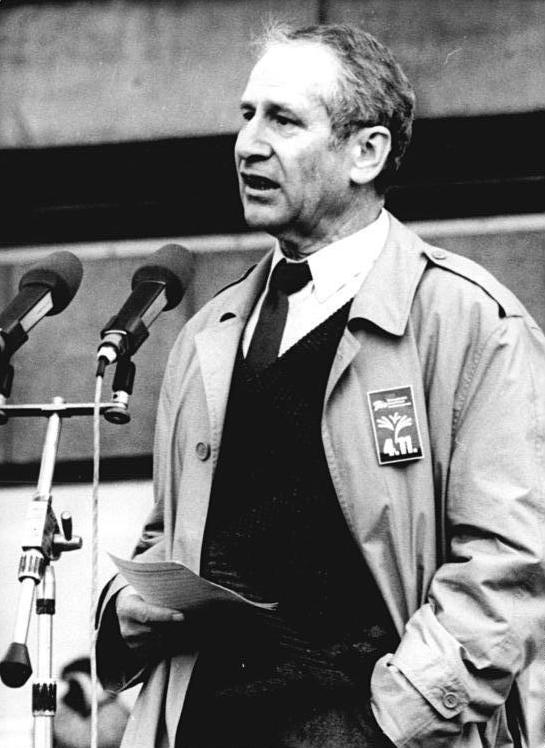
Mischa Wolf en Berlín, durante la manifestación de Alexanderplatz, noviembre de 1989

Durante su jefatura y considerado maestro de espías, Wolf logró infiltrar a numerosos agentes en la República Federal Alemana, especializados en la seducción de secretarias solteras que trabajaban para el gobierno federal en Bonn, conocidos como espías Romeo.
Uno de ellos fue Günter Guillaume, que logró convertirse en el secretario personal de Willy Brandt, el canciller alemán que tuvo que dimitir en 1974 una vez se conoció este caso de espionaje.

### Disolución de la RDA
En 1986 se jubiló y el 4 de noviembre de 1989 habló durante la manifestación de Alexanderplatz, en la que los manifestantes pidieron la democratización del régimen de la RDA.  Tras la reunificación alemana huyó a la URSS en 1990. En 1991 se entregó a las autoridades de la República Federal, siendo juzgado y condenado en varios procesos, aunque finalmente no ingresó en prisión, ya que, principalmente, sus actividades las realizó en otro país.
Markus Wolf murió mientras dormía en su casa de Berlín el 9 de noviembre de 2006 a los 83 años de edad.

## Obras propias
(en alemán)
- Die Troika : Geschichte eines nichtgedrehten Films. Aufbau, Berlin/Weimar 1990, ISBN 3-351-01450-3
- In eigenem Auftrag: Bekenntnisse und Einsichten. Schneekluth, München 1991, ISBN 3-7951-1216-8
- Geheimnisse der russischen Küche. Rotbuch, Hamburg 1995, ISBN 3-88022-459-5
- Spionagechef im geheimen Krieg: Erinnerungen. Econ & List, München 1998, ISBN 3-612-26482-6
- Die Kunst der Verstellung: Dokumente, Gespräche, Interviews. Schwarzkopf und Schwarzkopf, Berlín 1998, ISBN 3-89602-169-9
- Freunde sterben nicht. Das Neue Berlin, Berlín 2002, ISBN 3-360-00983-5